# Roland Young
Roland Young est un acteur britannique né le 11 novembre 1887 à Londres (Royaume-Uni), mort le 5 juin 1953 à New York (New York).

## Filmographie

### Années 1920
- 1922 : Sherlock Holmes contre Moriarty d'Albert Parker : Dr Watson
- 1924 : Grit de Frank Tuttle : Houdini Hart
- 1928 : Walls Tell Tales (court métrage) d'Edmund Lawrence
- 1929 : Her Private Life d'Alexander Korda : Charteris
- 1929 : Le Spectre vert (The Unholy Night) de Jacques Feyder et Lionel Barrymore : Lord 'Monte' Montague
- 1929 : Wise Girls de E. Mason Hopper : Duke Merrill

### Années 1930
- 1930 : The Bishop Murder Case : Sigurd 'Erik' Arnesson (Dillard's adopted son)
- 1930 : Madame Satan (Madam Satan) : Jimmy Wade
- 1930 : New Moon de Jack Conway : Count Igor Strogoff
- 1931 : Don't Bet on Women de William K. Howard : Herbert Drake
- 1931 : The Prodigal de Harry A. Pollard : Doc aka Somerset Greenman
- 1931 : Annabelle's Affairs d'Alfred L. Werker : Roland Wimbleton
- 1931 : L'Indienne (The Squaw Man) de Cecil B. DeMille : Sir John 'Johnny' Applegate
- 1931 : The Pagan Lady de John Francis Dillon : Dr. Heath
- 1931 : The Guardsman de Sidney Franklin : Bernhardt the Critic
- 1932 : Lovers Courageous : Jeffrey
- 1932 : A Woman Commands : King Alexander
- 1932 : Une heure près de toi (One Hour with You) : Professor Olivier
- 1932 : La Belle Nuit (This Is the Night) de Frank Tuttle  : Gerald Grey
- 1932 : Street of Women : Linkhorne 'Link' Gibson
- 1932 : Maryrose et Rosemary (Wedding Rehearsal) d'Alexander Korda : Marquis of Buckminster
- 1933 : They Just Had to Get Married : Hume
- 1933 : A Lady's Profession (en) : Lord Reginald Withers
- 1933 : Pleasure Cruise : Andrew Poole
- 1933 : Dans la purée de Londres (Blind Adventure) de Ernest B. Schoedsack : Holmes the Burglar
- 1933 : His Double Life : Priam Farrel
- 1934 : La Grande-Duchesse et le Garçon d'étage (Here Is My Heart) de Frank Tuttle : Nicki, aka Prince Nickolas
- 1935 : David Copperfield (The Personal History, Adventures, Experience, and Observation of David Copperfield, the Younger) : Uriah Heep
- 1935 : L'Extravagant Mr Ruggles (Ruggles of Red Gap) : George Vane Bassingwell, the Earl of Burnstead
- 1936 : L'Heure mystérieuse (The Unguarded Hour) : William 'Bunny' Jeffers
- 1936 : One Rainy Afternoon, de Rowland V. Lee : Maillot
- 1936 : Give Me Your Heart : Edward 'Tubbs' Barron
- 1936 : The Man Who Could Work Miracles : George McWhirter Fotheringay
- 1937 : Gypsy : Alan Brooks
- 1937 : Une journée de printemps (Call It a Day) : Frank Haines
- 1937 : Les Mines du roi Salomon (King Solomon's Mines) : Cmdr. Good
- 1937 : Le Couple invisible (Topper) : Cosmo Topper
- 1937 : Nuits d'Arabie (Ali Baba Goes to Town) de David Butler : Sultan
- 1938 : Sailing Along : Anthony Gulliver
- 1938 : La Famille sans-souci (The Young in Heart), de Richard Wallace : Colonel Anthony 'Sahib' Carleton
- 1938 : Fantômes en croisière (Topper Takes a Trip), de Norman Z. McLeod : Cosmo Topper
- 1939 : Le Printemps de la vie (Yes, My Darling Daughter) de William Keighley : Titus 'Jay' Jaywood
- 1939 : Here I Am a Stranger : Professor Daniels
- 1939 : The Night of Nights : Barry Trimble

### Années 1940
- 1940 : He Married His Wife : Bill Carter aka Willie
- 1940 : La Rançon de la gloire (Star Dust) de Walter Lang : Thomas Brooke
- 1940 : Irène (Irene) : Mr. Smith
- 1940 : Private Affairs (en) d'Albert S. Rogell : Amos Bullerton
- 1940 : Dulcy de King Vidor : Roger Forbes
- 1940 : Indiscrétions (The Philadelphia Story) : oncle Willie
- 1940 : No, No, Nanette : Mr. 'Happy' Jimmy Smith
- 1941 : Le Retour de Topper (Topper Returns) : Cosmo Topper
- 1941 : La Belle Ensorceleuse (The Flame of New Orleans) : Charles Giraud
- 1941 : La Femme aux deux visages (Two-Faced Woman) : O. O. Miller
- 1942 : Espionne aux enchères (The Lady Has Plans) : Ronald Dean
- 1942 : Embrassons la mariée (They All Kissed the Bride) : Marsh
- 1942 : Six destins (Tales of Manhattan) : Edgar
- 1943 : Et la vie recommence (Forever and a Day) : Henry Barringer
- 1944 : L'Amour cherche un toit (Standing Room Only) : Ira Cromwell
- 1945 : Dix Petits Indiens (And Then There Were None) : détective William Henry Blore
- 1947 : Bond Street : George Chester-Barrett
- 1948 : L'Extravagante Mlle Dee (You Gotta Stay Happy) : Ralph Tutwiler
- 1949 : Don Juan de l'Atlantique (The Great Lover) : C.J. Dabney

### Années 1950
- 1950 : Maman est à la page (Let's Dance) : Edmund Pohlwhistle
- 1951 : St. Benny the Dip : Matthew
- 1953 : Aquel hombre de Tánger : George